# Bambusa odashimae
Bambusa odashimae là một loài thực vật có hoa trong họ Hòa thảo. Loài này được Hatus. ex D.Z.Li & Stapleton mô tả khoa học đầu tiên năm 2006.